# Pernambuco-Aguti
Das Pernambuco-Aguti (Dasyprocta iacki) ist eine Art der Agutis. Es lebt im östlichen Südamerika und ist nur bekannt aus der Küstenregion der Bundesstaaten Paraíba und Pernambuco in Brasilien.

## Merkmale
Das Pernambuco-Aguti erreicht eine Kopf-Rumpf-Länge von etwa 44,5 bis 50,5 Zentimetern bei einem Gewicht von 2,3 bis 3,8 Kilogramm. Die Ohrlänge beträgt 30 bis 43 Millimeter und die Hinterfußlänge 86 bis 117 Millimeter. Die generelle Rückenfärbung ist einfarbig agouti mit einem zentralen breiten, jedoch unscheinbaren dunkleren braunen Rückenstreifen. Der Hinterkopf ist braun mit gelborangener Sprenkelung, die Wangen sind heller orangebraun. Der untere Bereich des Nackens ist gelblich mit einer weißen Streifung.

## Verbreitung

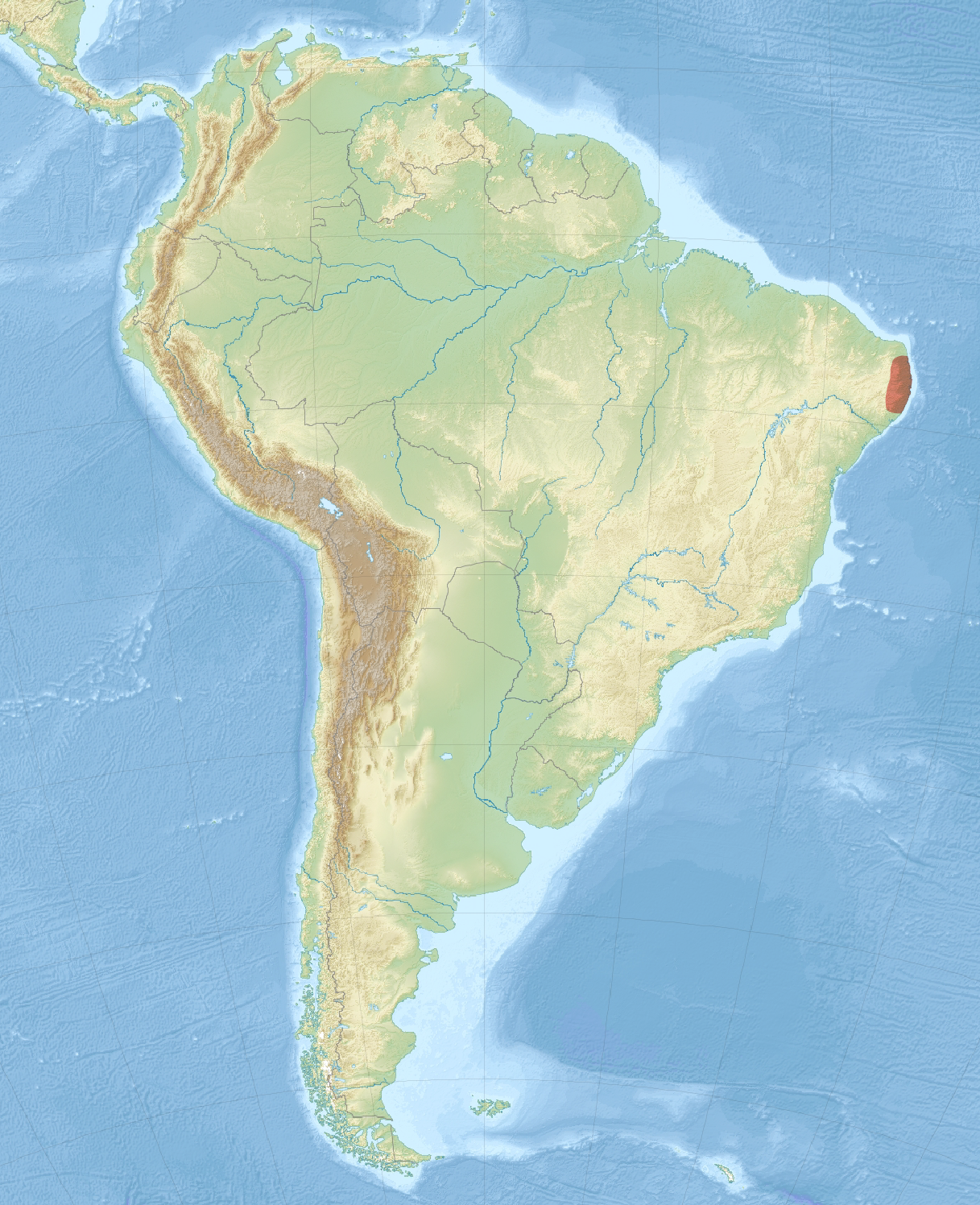
Verbreitungsgebiet des Pernambuco-Agutis

Das Verbreitungsgebiet des Pernambuco-Aguti ist auf das östliche Südamerika begrenzt, die Tiere sind nur bekannt aus der Küstenregion der Bundesstaaten Paraíba und Pernambuco in Brasilien.

## Lebensweise
Das Pernambuco-Aguti kommt in den Küstenwaldgebieten seines Verbreitungsgebietes vor. Über die Lebensweise der Tiere liegen keine Informationen vor. Wie andere Arten der Gattung sind sie herbivor und ernähren sich wahrscheinlich vor allem von Früchten, Samen und Nüssen.

## Systematik
Das Pernambuco-Aguti wird im Handbook of the Mammals of the World von 2016 als eigenständige Art innerhalb der Gattung der Agutis (Dasyprocta) eingeordnet, die aus mehr als zehn anerkannten Arten besteht. Die wissenschaftliche Erstbeschreibung der Art stammt von den Zoologen Alfredo Feijó und Alfredo Ricardo Langguth Bonino aus dem Jahr 2013, die sie aus dem Ressort Guaribas im Umland der Stadt Mamanguape beschrieben. Die Autoren stellen dar, dass die Tiere identisch sein könnten mit denen einer Sichtung von Gilson Evaristo Iack-Ximenes aus dem Jahr 1999, die von diesem dem Goldaguti (Dasyprocta leporina) zugeordnet wurde.
Innerhalb der Art werden keine Unterarten unterschieden.

## Status, Bedrohung und Schutz
Das Pernambuco-Aguti wird aufgrund der fehlenden Informationen von der International Union for Conservation of Nature and Natural Resources (IUCN) bislang nicht in eine Gefährdungskategorie eingeordnet, sondern als „data deficient“ gelistet.

## Belege
1. 1 2 3 4 5 6 7  Iack’s Red-rumped Agouti. In: J. A. Gilbert, T.E. Lacher jr: Family Dasyproctidae (Agoutis and Acouchys) In: Don E. Wilson, T.E. Lacher, Jr., Russell A. Mittermeier (Hrsg.): Handbook of the Mammals of the World: Lagomorphs and Rodents 1. (HMW, Band 6) Lynx Edicions, Barcelona 2016, S. 459, ISBN 978-84-941892-3-4.
2. 1 2  Dasyprocta iacki in der Roten Liste gefährdeter Arten der IUCN 2019. Eingestellt von: N. Roach, L. Naylor, 2016. Abgerufen am 22. Dezember 2022.
3. ↑  Alfredo Feijó, Alfredo Ricardo Langguth Bonino: Mamíferos de médio e grande porte do Nordeste do Brasil: distribuiçú e taxonomia, com descriçú de novas espécies. Revista Nordestina de Biologia, 22(1), 2013; S. 3–225.